# Genèvesjön

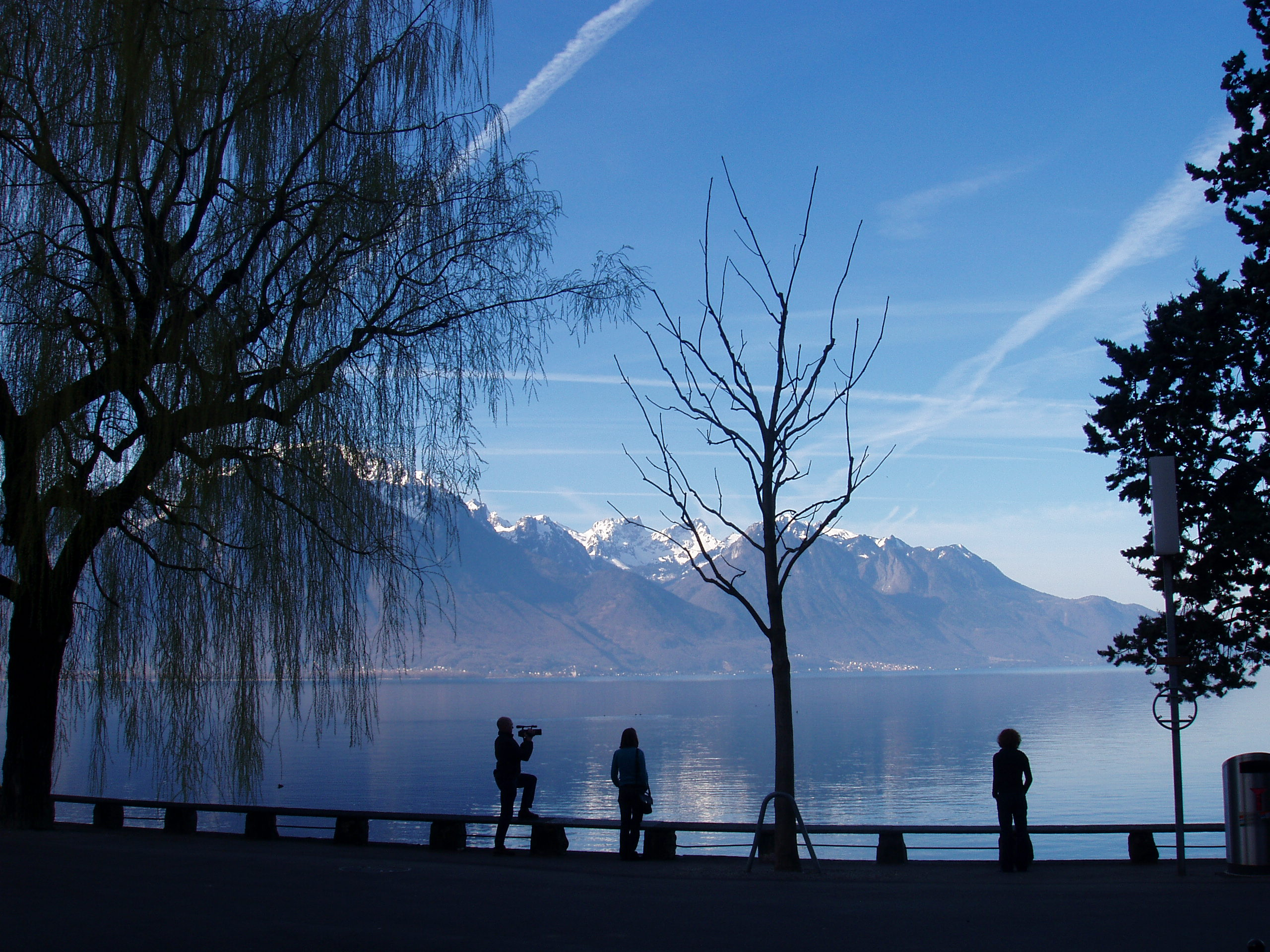
Vy över Genèvesjön från Montreux.

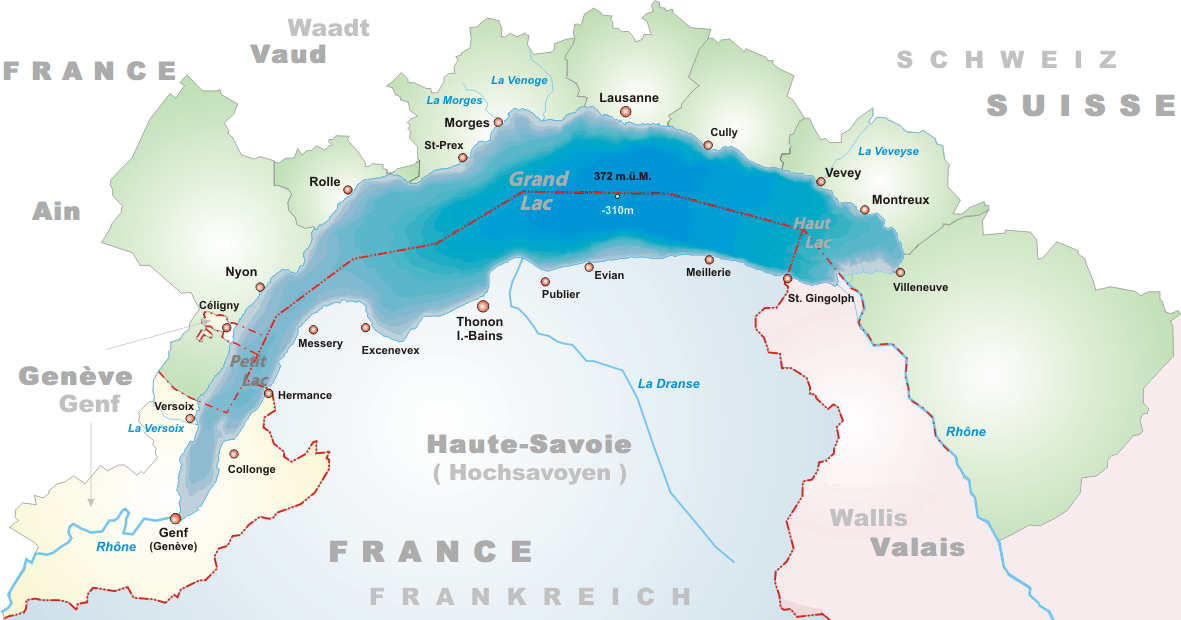
Karta över Genèvesjön.

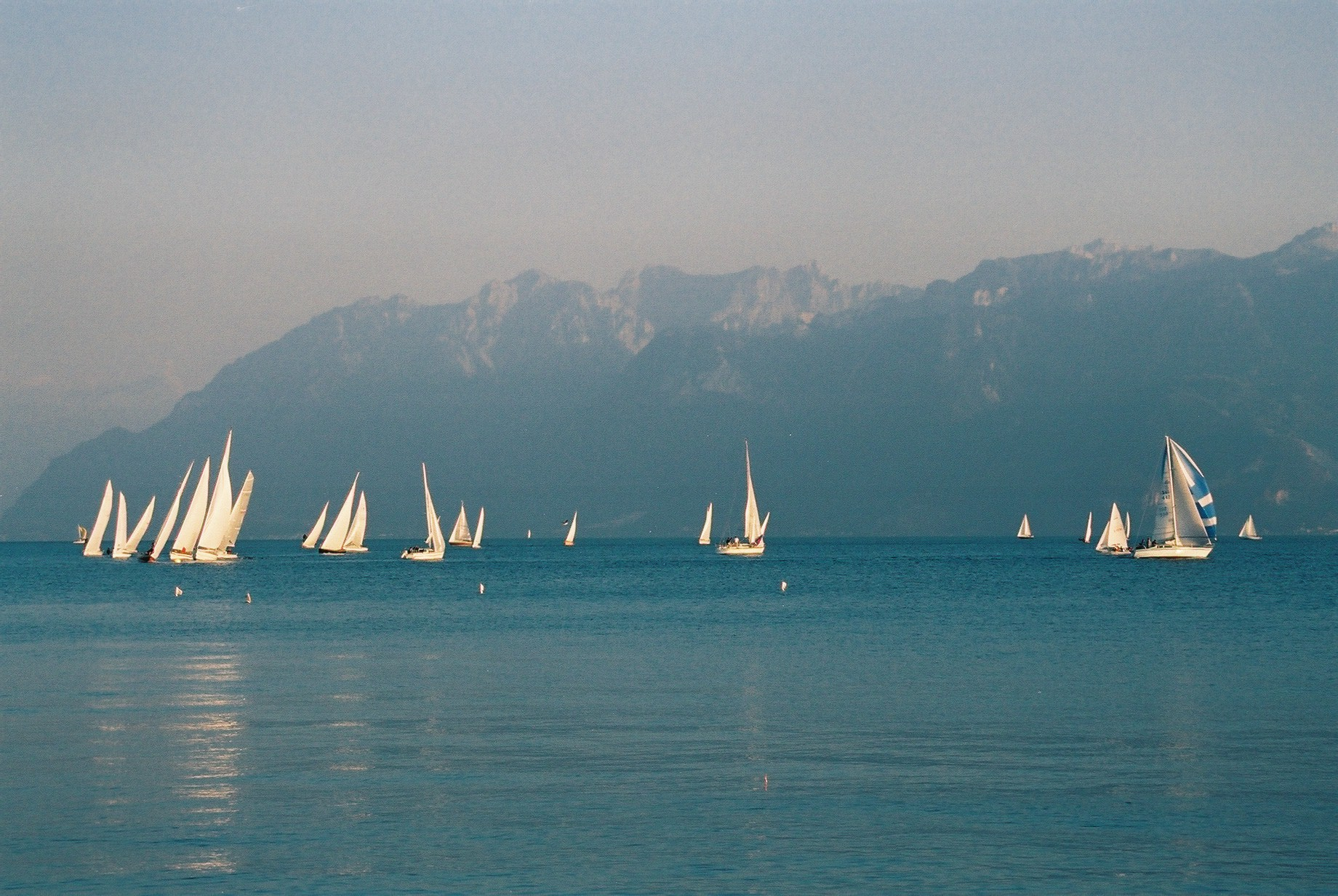
Båtar på Genèvesjön.

Genèvesjön (franska: Lac Léman, tyska: Genfersee eller Genfer See) är en sjö mellan Alperna och Jurabergen, belägen på gränsen mellan Schweiz och Frankrike. Den är 582 kvadratkilometer stor och är en av Västeuropas största sjöar.
59,53 procent (345,31 kvadratkilometer) av sjön tillhör Schweiz (kantonerna Vaud, Genève och Valais) och 40,47 procent (234,71 kvadratkilometer) tillhör Frankrike (Haute-Savoie). Vattenytans höjd ligger på 372 meter över havet och kontrolleras av dammbyggnaden Barrage du Seujet i Genève vid sjöns sydvästra ände.
Genèvesjön, som är bildad av en tillbakagången glaciär, har formen av en halvmåne och smalnar av runt Yvoire på den södra stranden. Sjön delas in i Grand Lac (stora sjön) i öster och Petit Lac (lilla sjön) i väster. Chablaisalperna gränsar till den södra stranden och de västra Bernalperna ligger över sjöns västra sida. De höga bergstopparna Grand Combin och Mont Blanc är synliga från vissa platser.

## Namn
Det första nedtecknade namnet på sjön är Lacus Lemannus från romartiden. Detta blev till Lacus Lausonius, som även var ett namn för en stad eller distrikt vid sjön, Lacus Losanetes och sedan Lac de Lausanne under medeltiden. I samband med Genèves framväxt fick sjön namnet Lac de Genève. Under 1700-talet återupptogs Lac Léman inom franskan, som är det brukliga namnet inom det språket.
- Franska: Lac Léman eller Lac de Genève
- Tyska: Genfersee eller Genfer See
- Italienska: Lago Lemano, Lago di Ginevra
- Engelska: Lake Geneva

## Geografi
Genèvesjön ligger på Rhôneflodens lopp. Rhône rinner upp i Rhôneglaciären nära Grimselpasset öster om sjön, och rinner sedan igenom kantonen Valais. Floden rinner in i sjön mellan orterna Villeneuve och Le Bouveret, och strömmar sedan långsamt mot sitt utlopp vid Genève. Andra bifloder är La Dranse, L’Aubonne, La Morges, La Venoge och La Veveyse.
Genèvesjön är den största vattensamlingen i Schweiz, större än något annat av de vatten som är förbundna med Alpernas huvuddalar. Sjön är formad som en halvmåne med ändarna pekande åt söder; norra stranden är 95 km lång och den södra stranden är 75 km lång. Halvmåneformen var mer regelbunden i en tidigare geologisk period, då sjön sträckte sig till Bex, ungefär 18 km söder om Villeneuve. Slammet från Rhône har fyllt upp denna del av sjöbottnen, och det verkar som att sjön under den historiska perioden sträckte sig ungefär 2 km bortom den nuvarande östra kanten. Den djupaste delen av sjön har uppmätts till 310 meter, i den breda delen av sjön mellan Évian-les-Bains och Lausanne, där bredden är 13 km. Botten av sjön ligger 62 meter över havet. Sjöns yta är den lägsta punkten i kantonerna Valais och Vaud.

## Miljö
I slutet av 1960-talet gjorde föroreningar det farligt att bada vid några av stränderna; sikten under vatten var närapå noll. Vid 1980-talet hade intensiva miljöföroreningar (övergödning) utplånat nästan all fisk. Sedan 1962 har organisationen CIPEL (Commission internationale pour la protection des eaux du Léman) arbetat för att förbättra vattenkvaliteten i sjön. Idag har föroreningsnivåerna sjunkit kraftigt, och det anses återigen säkert att bada i sjön.

## Turism
Fritidsaktiviteter som utövas på sjön innefattar segling, vindsurfing, båtsport (inklusive vattenskidor och wakeboarding), rodd, dykning och bad. Det anrika rederiet Compagnie Général de Navigation sur le lac Léman (CGN) kör båtar på sjön.
Kappsegling är en populär sport, och högpresterande katamaraner har utvecklats specifikt för sjön. En av de mest kända tävlingarna, Bol d’Or Mirabaud, går från Genève till Bouveret vid andra ändan av sjön och tillbaka igen.